# Rushden
Rushden est une ville britannique dans le comté de Northamptonshire qui compte 31.690 habitants. Elle forme une conurbation avec Higham Ferrers.